# 張大春
張大春（1957年6月14日—），台北人，筆名大頭春，台灣作家。現為News98《張大春泡新聞》節目主持人。

## 背景
張大春出生於臺北市，成長於眷村。其父張東侯（張逵）親授國學，並蒙歷史小說家及紅學家高陽收為關門弟子。
畢業於成功高中，獲得天主教輔仁大學中國文學系學士及碩士學位，碩士論文為《西漢文學環境》（1982年），指導教授為王靜芝。曾赴美國愛荷華市參加聶華苓國際寫作計畫，也曾赴德國參加法蘭克福書展。曾在侯孝賢執導的電影《悲情城市》中客串演出。曾任《中國時報》、《時報周刊》記者、編輯、撰述委員及文化大學、輔仁大學講師及臺視《談笑書聲》、《縱橫書海》、壹綜合《我們》節目主持人。
其妻葉美瑤曾任時報出版副總編輯，現為新經典文化總编輯。兩人育有一子張容、一女張宜，目前張宜前往澳洲深造進修；其二姑丈為中國大陸書法家欧阳中石。

## 政治立場
張大春政治立場鮮明，被認為反台獨派與泛藍支持者。
在高中國文課綱調降文言文比例時，張大春接受中國時報訪問表示台灣80年代後逐漸放棄傳承中華文化，主要原因就在於台灣太想要爭取「國家的身分」，走去中國化、台獨路線的台版文化大革命，並認為當前的古文教育問題，出在中文系老師教學生的內容與方式。大學很多東西在小學就可以教；大學應該更積極去開拓求學底蘊，更重要的是開拓求知領域。
張大春也認為，教育部鼓吹本土意識就如當年統一中國的口號一樣，是窮極無聊。
2018年，張大春配合中國浙江衛視《同一堂課》節目，到濟南傳授小學的國學教育，重新構建甲骨文到文言文的美學認識。
針對2018年國立臺灣大學校長遴選事件，張大春寫《致中閔書》表達對管中閔的支持。

## 爭議

### 批評時事 曾痛批名嘴遭判刑
21世紀後張大春以時事批評者的角度活躍，口吻嘻笑怒罵、看法相當具有爭議與批判性。其相關爭議有：「狗屁文創產業」事件、新聞局秘書邀約過程不嚴謹「我沒空」事件、「說我作品不深的人絕對是笨蛋」事件、「笨蛋的作品自稱魔幻寫得很爛」事件、「張大春肖想當蘋果日報總編輯」事件、「人渣治國」事件。
2014年，曾因劉駿耀在節目上諷刺林義雄，張大春在臉書上痛斥劉「腦袋裝屎」、「可恥」等。張大春因此遭起訴、並被判加重誹謗罪定讞，罰金3000元。

### 疑似恭喜李登輝病逝
2020年7月28日，台灣網路上謠傳前總統李登輝病逝消息，張大春於當日晚上11點51分在臉書上留下「恭喜恭喜！」，不少網友認為張大春乃是因誤認李登輝已逝世而道賀而批評。張大春回應稱是道賀前一日的威力彩大獎得主。由於張大春於1996年撰寫《撒謊的信徒》即以影射的方式諷刺李登輝與倡議台獨的前總統府資政彭明敏，在這個他昔日故事主人翁傳出病危消息的時刻，張大春所做出的反應因而被認為成是在「祝賀」李的病危甚至逝世。

## 作品與特點
在臺灣文壇上，張大春以頑童自居。在臺灣解嚴不久後的1980年代，二十來歲的張大春出版了數部小說。
自1980年代迄今，寫過〈將軍碑〉、〈自莽林躍出〉、〈最後的先知〉等魔幻寫實小說，以「大頭春」小說系列及長篇武俠小說《城邦暴力團》最為人所知。他的《大說謊家》、《沒人寫信給上校》、《撒謊的信徒》等虛實新聞小說系列，則嘗試用文字顛覆政治，辨證真實與現實。他也有論述作者創作思路與文本互證之《小說稗類》、《本事》，以及用筆記小說體寫出的《春燈公子》等作品。

張大春創作類型以小說、詩、詞、京劇、說書、書法、文學評論、歷史評論、新聞評論及導讀為主，其作品陸續在美國、英國、法國、中國大陸、日本等地獲得翻譯出版。

### 小說
- 《雞翎圖》（時報，1980）
- 《張大春自選集》（世界文物供應社，1981）
- 《公寓導遊》（時報，1986）；新版（時報，2002）
- 《時間軸》（時報，1986）
- 《四喜憂國》（遠流，1988）；新版（時報，2002）
- 《放鳥的一天-名家短篇小說選》（幼獅文化，1989，張大春等著）
- 《歡喜賊》（皇冠，1989）
- 《大說謊家》（遠流，1989）
- 《病變》（時報，1990）
- 《張大春集》（前衛，1992，施淑、高天生编）
- 《少年大頭春的生活週記》（聯合文學，1992）
- 《我妹妹》（聯合文學，1993）；新版（印刻，2008）
- 《沒人寫信給上校》（聯合文學，1994）
- 《撒謊的信徒》（聯合文學，1996）
- 《野孩子》（聯合文學，1996）
- 《本事》（聯合文學，1998）
- 《尋人啟事》（聯合文學，1999）
- 《城邦暴力團》（四冊，時報，1999-2000）；新版（二冊，時報，2009）；二十周年版（二冊，新經典文化，2019）
- 《最初》（《雞翎圖》及《病變》合輯，時報，2002）
- 《聆聽父親》（時報，2003）
- 《春燈公子》（印刻，2005）
- 《戰夏陽》（印刻，2006）
- 《臺北隨手：張大春自選集》（香港：天地圖書，2008）
- 《富貴窯》（含《歡喜賊》，時報，2009）
- 《一葉秋》（印刻，2011）
- 《大唐李白：少年遊》（新經典文化，2013/7/31，ISBN = 9789865824075）
- 《大唐李白：鳳凰臺》（新經典文化，2014/3/26）
- 《大唐李白：將進酒》（新經典文化，2015/4/28）
- 《南國之冬》（北京：九州，2020/9/1）；（印刻，2021/3/5）

#### 外文譯本
- 《Wild Kids: 2 Novels About Growing Up》（紐約：Columbia Press，2000，英文版《我妹妹》及《野孩子》合輯，Berry Michael譯）
- 《La Stèle du général》（巴黎：Philippe Picquier，2004，法文版短篇小說集）

### 散文、論述、評論、導讀、說書、詩詞
- 《雍正的第一滴血》（時報，1986）
- 《化身博士：危言爽聽》（皇冠，1991）
- 《異言不合》（皇冠，1991）
- 《張大春的文學意見》（遠流，1992）
- 《理性和知識的狎戲-『傅科擺』如何重塑歷史》（皇冠，1992）
- 《文學不安：張大春的小說意見》（聯合文學，1995）
- 《小說稗類》（二冊，聯合文學，1998-2000）；再版（一、二卷合輯，網路與書，2004）
- 《張大春的部落格storyteller》（中時電子報、痞客邦，2005-2010）
- 《認得幾個字》（印刻，2007）
- 《果然有話》（蘋果日報專欄，2009-2012）
- 《送給孩子的字》（新經典文化，2011）
- 《效忠與任俠：七俠五義》（網路與書，2011）
- 《這就是民國》（News98大書場、印刻文學生活誌專欄，2011）
- 《大唐李白》（News98大書場，2013)
- 《筆走天下》（天下雜誌專欄，2013)
- 《文章自在》（新經典文化，2016）
- 《三國風流》（News98大書場，2016)
- 《見字如來》（新經典文化，2018)
- 《我的老台北》（新經典文化，2020)

### 劇本顧問

#### 廣播劇本
- 《我妹妹》（飛碟聯播網）

#### 電視劇本
- 《將軍碑》（公視文學劇場，劉德凱執導）[16]
- 《少年大頭春生活週記》（公視文學劇場，劉德凱執導，1994）

#### 電影劇本
- 《一代宗師》（王家衛執導）

#### 劇場劇本
- 《我妹妹》（屏風表演班，1999）
- 《水滸108》（當代傳奇劇場，2007）
- 《水滸108：忠義堂》（當代傳奇劇場）[17]
- 《歡樂時光：契訶夫傳奇》（當代傳奇劇場）[18]
- 《當岳母刺字時，媳婦是不贊成的》（全民大劇團，監製）[19]
- 《百年咕咕雞》（如果兒童劇團）[20]
- 《水滸一零八之終極英雄蕩寇誌》（當代傳奇劇場，2014）

### 歌詞
- 《少年大頭春的生活週記》
- 《我妹妹》
- 《野孩子》
- 《明天會更好》（藍與白唱片，1985，作詞者之一）
- 《江湖》（滾石唱片，2013，作曲者：周華健）

### 其他
- 《福爾摩沙的指環：與大自然的對話》（劉嵩製作、導演，公視環境生態紀錄片，2008，幕後旁白）[21]
- 《歷史為什麼讓我們發笑》（王偉忠 & 張大春，2017/12/08，有聲書/電子書）
- 《我的老台北》（張大春 & SoundOn 製作團隊，2020，Podcast）

### 尚未成冊作品
- 《字辭辨正》（尚未出版）
- 《無忌書簡》（未出版）
- 《刺馬》（未出版）
- 《大雲遊手》（未出版）
- 《探子王》（未出版）
- 《武林外史》（未出版）
- 《極樂東京》（未出版）
- 《鬼語書院》（未出版）

## 主持經歷
- 臺視《談笑書聲》主持人
- 臺視《縱橫書海》製作人兼主持人
- News98《張大春泡新聞》主持人[22]
- 壹綜合《我們》主持人

## 得獎紀錄
- 幼獅文藝全國小說大競賽優勝（1976，〈懸盪〉）
- 時報文學獎（第1屆，〈雞翎圖〉）
- 聯合報文學獎（第9屆，〈牆〉）
- 時報文學獎科幻小說獎（第7屆，〈傷逝者〉）
- 時報文學獎小說甄選獎首獎（第9屆，〈將軍碑〉）
- 洪醒夫小說獎（第5屆，〈將軍碑〉）
- 中興文藝獎（新世紀中興獎）獎章（第12屆，〈四喜憂國〉）
- 吳三連獎文學獎（第12屆，小說類）[23]
- 金馬獎最佳電影插曲獎（第22屆，〈超級市民〉，與李壽全共同獲獎）

## 軼事
一天的作息是早上六點起床，做早飯。不到七點就上電腦幹活了。讀書，寫小說有效率，給自己一個明確的目標。常常寫了放電腦，也不發表，電腦裡存稿有百萬字。他也寫電台說書要的稿子，三五千字，往往上午寫了，下午就說掉了。他在NEWS98主持大書場，說聊齋說東周說水滸說西遊，十餘年如一日，從無間斷。菸，他也抽的，一天規定五根。。

## 外部連結
- 張大春的Facebook專頁
- 作家張大春的微博 （页面存档备份，存于）（新浪微博）
- 張大春的博客 （页面存档备份，存于）（新浪博客）
- 張大春．果然有話 （页面存档备份，存于）（蘋果日報專欄）
- 張大春 （页面存档备份，存于）（facebook）